# Parupeneus margaritatus

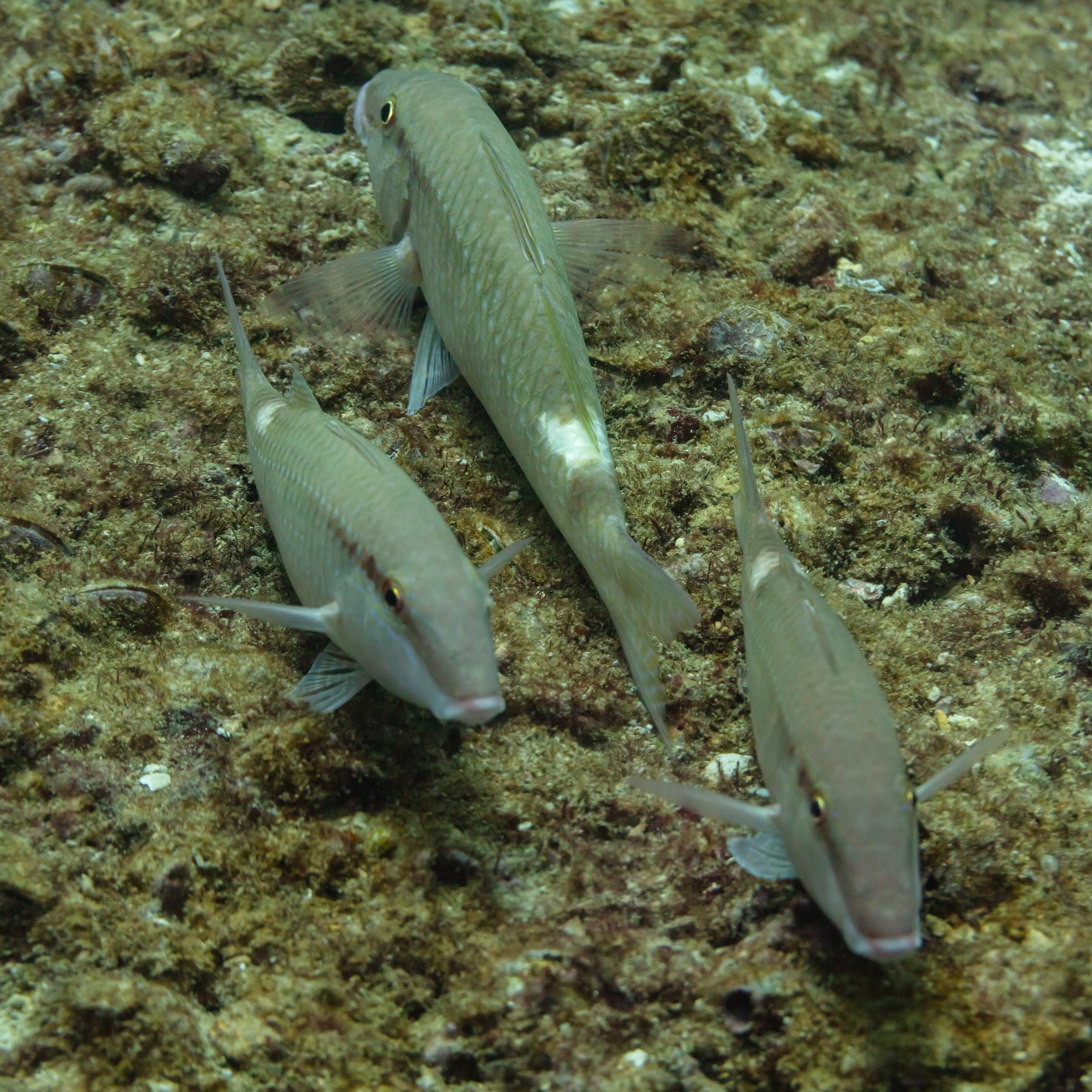
Grupo de Múlidos Parupeneus margaritatus en Omán.

Parupeneus margaritatus es una especie de peces de la familia Mullidae en el orden de los Perciformes.

## Morfología
• Los machos pueden llegar alcanzar los 23 cm de longitud total.

## Distribución geográfica
Se encuentra desde el Golfo Pérsico y el Golfo de Omán hasta el oeste del Pakistán.

## Hábitat
Es un pez de mar.